# La Racineuse
La Racineuse – miejscowość i gmina we Francji, w regionie Burgundia-Franche-Comté, w departamencie Saona i Loara.
Według danych na rok 1990 gminę zamieszkiwało 127 osób, a gęstość zaludnienia wynosiła 18 osób/km² (wśród 2044 gmin Burgundii La Racineuse plasuje się na 783. miejscu pod względem liczby ludności, natomiast pod względem powierzchni na miejscu 1107.).